# 高橋理明
高橋理明（日语：／ Takahashi Michiaki，1928年2月17日—2013年12月16日），日本病毒學家、公共衛生學家，大阪大學名譽教授、日本病毒學會名譽會員。
高橋教授是開發預防水痘的活性減毒疫苗第一人。

## 生平
1928年2月17日出生於日本大阪府大阪市住吉區湯里町。1954年畢業於大阪大學醫學部。1959年完成大阪大學大學院醫學研究科博士課程，取得醫學博士學位。完成學業後，他在大阪大學微生物研究所擔任助手。1963年成為大阪大學副教授。
1963年至1965年，前往美國休士頓的貝勒醫學院留學。留學期間，長男感染水痘，高橋教授看著兒子痛苦而自己只能在一旁守候，因此次的經驗，他於1971年著手開發水痘疫苗。儘管研究途中遭遇重重問題，他於1973年完成水痘疫苗。1979年於美國發表成果。疫苗於1984年獲得WHO承認為唯一最適合的水痘疫苗。1986年日本厚生省也正式認可，世界各地開始普及，至今，約80國以上共有數千萬孩童受惠。此外，此疫苗也被承認對帶狀疱疹有抑制作用效果。
1978年，擔任大阪大學微生物病研究所麻疹部門教授。1984年擔任大阪大學微生物病研究所所長。同年，獲得朝日獎。
1994年，擔任一般財團法人阪大微生物病研究會理事。1997年獲得美國紐約・水痘帶狀疱疹病毒研究協會（VZV Research Foundation）的科學成就獎（Scientific Achievement Award）。
2005年，日本疫苗學會以他名字設立高橋賞。2008年獲得泰國・瑪希敦王子獎（Prince Mahidol Award）。
2013年12月16日，因心臟衰竭去世。享年85歲。
2022年2月17日，Google專門設計Google塗鴉，以紀念高橋教授誕辰94周年。

## 獲獎紀錄
- 1975年 - 日本・小島三郎記念文化賞
- 1984年 - 日本・朝日賞[5]
- 1997年 - 美國紐約・水痘帶狀疱疹病毒研究協會 科學成就獎（VZV Research Foundation 3rd Scientific Achievement Award）
- 2008年 - 泰國・瑪希敦王子獎（Prince Mahidol Award）

## 外部連結
- KAKEN日本科學研究補助機構數據庫 （页面存档备份，存于）
- 一般財團法人阪大微生物病研究會 （页面存档备份，存于）